# Scottish FA Cup 2009/10
Der Scottish FA Cup wurde 2009/10 zum 125. Mal ausgespielt. Der schottische Pokalwettbewerb begann am 26. September 2009 und endete mit dem Finale im Hampden Park am 15. Mai 2010, in dem sich Dundee United mit 3:0 gegen Ross County FC durchsetzte. Dundee United gewann bei der neunten Endspielteilnahme zum zweiten Mal nach 1994 den Scottish FA Cup und war damit für die Play-off-Runde für die UEFA Europa League 2010/11 qualifiziert.

## 1. Runde
Ausgetragen wurden die Begegnungen am 26. September 2009. Die Wiederholungsspiele fanden am 3. Oktober 2009 statt.
|                         | Ergebnis |                         |
| ----------------------- | -------- | ----------------------- |
| FC Selkirk              | 3:0      | FC Preston Athletic     |
| Clachnacuddin F.C.      | 2:2      | Wick Academy            |
| Auchinleck Talbot       | 7:0      | FC Fort William         |
| Nairn County            | 5:2      | Golspie Sutherland      |
| Edinburgh University    | 0:3      | FC Vale of Leithen      |
| FC Inverurie Loco Works | 5:0      | St. Cuthbert Wanderers  |
| FC Coldstream           | 1:5      | Edinburgh City          |
| Brora Rangers           | 0:2      | Irvine Meadow XI        |
| Buckie Thistle          | 0:0      | Forres Mechanics        |
| Whitehill Welfare       | 1:1      | Wigtown & Bladnoch      |
| FC Fraserburgh          | 1:1      | Bonnyrigg Rose Athletic |
| Glasgow University      | 1:4      | FC Girvan               |
| FC Lossiemouth          | 4:1      | FC Newton Stewart       |
| FC Rothes               | 1:5      | FC Banks O' Dee         |
| Civil Service Strollers | 1:0      | Gala Fairydean Rovers   |
| Hawick Royal Albert     | 0:7      | FC Huntly               |
| Dalbeattie Star         | 2:4      | FC Keith                |

### Wiederholungsspiele
|                         | Ergebnis        |                    |
| ----------------------- | --------------- | ------------------ |
| Wick Academy            | 2:1             | Clachnacuddin F.C. |
| Forres Mechanics        | ?:? (1:4 i. E.) | Buckie Thistle     |
| Wigtown & Bladnoch      | 0:3             | Whitehill Welfare  |
| Bonnyrigg Rose Athletic | 1:2             | FC Fraserburgh     |

## 2. Runde
Ausgetragen wurden die Begegnungen am 24. Oktober 2009. Die Wiederholungsspiele fanden am 31. Oktober 2009 statt.
|                         | Ergebnis |                       |
| ----------------------- | -------- | --------------------- |
| FC Queen’s Park         | 1:3      | FC Livingston         |
| Nairn County            | 2:4      | Elgin City            |
| FC Fraserburgh          | 1:4      | FC Spartans           |
| FC Deveronvale          | 2:2      | Buckie Thistle        |
| Whitehill Welfare       | 1:1      | Threave Rovers        |
| Inverurie Loco Works    | 2:1      | FC Stranraer          |
| FC Vale of Leithen      | 1:3      | FC Keith              |
| Forfar Athletic         | 4:2      | FC East Stirlingshire |
| Cove Rangers            | 2:1      | Annan Athletic        |
| FC Selkirk              | 0:3      | Irvine Meadow XI      |
| FC Girvan               | 1:4      | Wick Academy          |
| FC Lossiemouth          | 0:2      | Albion Rovers         |
| Edinburgh City          | 5:1      | Burntisland Shipyard  |
| FC Banks O' Dee         | 0:3      | FC Montrose           |
| FC Huntly               | 1:1      | Auchinleck Talbot     |
| Civil Service Strollers | 1:2      | Berwick Rangers       |

### Wiederholungsspiele
|                   | Ergebnis  |                   |
| ----------------- | --------- | ----------------- |
| Threave Rovers    | 1:0       | Whitehill Welfare |
| Auchinleck Talbot | 4:3       | FC Huntly         |
| Buckie Thistle    | 1:2 n. V. | FC Deveronvale    |

## 3. Runde
Ausgetragen wurden die Begegnungen am 28. November, 5. und 9. Dezember 2009. Die Wiederholungsspiele fanden am 1., 5., 8. und 14. Dezember 2009 statt.
|                    | Ergebnis |                      |
| ------------------ | -------- | -------------------- |
| Irvine Meadow XI   | 1:0      | FC Arbroath          |
| Airdrie United     | 4:0      | Queen of the South   |
| Albion Rovers      | 1:0      | Elgin City           |
| FC Cowdenbeath     | 0:0      | Alloa Athletic       |
| FC Deveronvale     | 0:1      | Ayr United           |
| Edinburgh City     | 3:1      | FC Keith             |
| FC Montrose        | 2:1      | FC East Fife         |
| Greenock Morton    | 0:0      | FC Dumbarton         |
| Raith Rovers       | 0:0      | FC Peterhead         |
| Ross County        | 5:1      | Berwick Rangers      |
| FC Spartans        | 0:1      | Forfar Athletic      |
| Stirling Albion FC | 2:1      | Auchinleck Talbot    |
| Threave Rovers     | 1:2      | Inverurie Loco Works |
| Wick Academy       | 4:4      | Brechin City         |
| FC Stenhousemuir   | 5:0      | Cove Rangers         |
| FC Clyde           | 1:1      | FC Livingston        |

### Wiederholungsspiele
|                | Ergebnis |                 |
| -------------- | -------- | --------------- |
| FC Peterhead   | 1:4      | Raith Rovers    |
| FC Dumbarton   | 0:1      | Greenock Morton |
| Alloa Athletic | 1:0      | FC Cowdenbeath  |
| Brechin City   | 4:2      | Wick Academy    |
| FC Livingston  | 7:1      | FC Clyde        |

## 4. Runde
Ausgetragen wurden die Begegnungen am 9., 10., 18., 19., 20. und 25. Januar 2010. Die Wiederholungsspiele fanden am 19., 20., 26. und 27. Januar 2010 statt.
|                              | Ergebnis |                      |
| ---------------------------- | -------- | -------------------- |
| FC St. Mirren                | 3:1      | Alloa Athletic       |
| Hibernian Edinburgh          | 3:0      | Irvine Meadow XI     |
| FC Aberdeen                  | 2:0      | Heart of Midlothian  |
| Partick Thistle              | 0:2      | Dundee United        |
| Hamilton Academical          | 3:3      | Glasgow Rangers      |
| FC Kilmarnock                | 1:0      | FC Falkirk           |
| Forfar Athletic              | 0:3      | FC St. Johnstone     |
| Albion Rovers                | 0:0      | Stirling Albion      |
| Ross County                  | 4:0      | Inverurie Loco Works |
| Inverness Caledonian Thistle | 2:0      | FC Motherwell        |
| Ayr United                   | 1:0      | Brechin City         |
| Edinburgh City               | 1:3      | FC Montrose          |
| Greenock Morton              | 0:1      | Celtic Glasgow       |
| FC Livingston                | 0:1      | FC Dundee            |
| Raith Rovers                 | 1:1      | Airdrie United       |

### Wiederholungsspiele
|                  | Ergebnis  |                      |
| ---------------- | --------- | -------------------- |
| Glasgow Rangers  | 2:0 n. V. | Hamilton Academical  |
| Stirling Albion  | 3:1       | Albion Rovers        |
| FC Stenhousemuir | 1:2 n. V. | Dunfermline Athletic |
| Airdrie United   | 1:3       | Raith Rovers         |

## Achtelfinale
Ausgetragen wurden die Begegnungen am 6. und 7. Februar 2010. Die Wiederholungsspiele fanden am 16. und 17. Februar 2010 statt.
|                      | Ergebnis |                              |
| -------------------- | -------- | ---------------------------- |
| FC St. Mirren        | 0:0      | Glasgow Rangers              |
| FC St. Johnstone     | 0:1      | Dundee United                |
| Hibernian Edinburgh  | 5:1      | FC Montrose                  |
| FC Kilmarnock        | 3:0      | Inverness Caledonian Thistle |
| FC Dundee            | 2:1      | Ayr United                   |
| Raith Rovers         | 1:1      | FC Aberdeen                  |
| Ross County          | 9:0      | Stirling Albion              |
| Dunfermline Athletic | 2:4      | Celtic Glasgow               |

### Wiederholungsspiele
|                 | Ergebnis |               |
| --------------- | -------- | ------------- |
| FC Aberdeen     | 0:1      | Raith Rovers  |
| Glasgow Rangers | 1:0      | FC St. Mirren |

## Viertelfinale
Ausgetragen wurden die Begegnungen am 13. und 14. März 2010. Die Wiederholungsspiele fanden am 23. und 24. März 2010 statt.
|                     | Ergebnis |                |
| ------------------- | -------- | -------------- |
| FC Kilmarnock       | 0:3      | Celtic Glasgow |
| Hibernian Edinburgh | 2:2      | Ross County    |
| FC Dundee           | 1:2      | Raith Rovers   |
| Glasgow Rangers     | 3:3      | Dundee United  |

### Wiederholungsspiele
|               | Ergebnis |                     |
| ------------- | -------- | ------------------- |
| Ross County   | 2:1      | Hibernian Edinburgh |
| Dundee United | 1:0      | Glasgow Rangers     |

## Halbfinale
Ausgetragen wurden die Begegnungen am 10. und 11. April 2010.
|                | Ergebnis |              |
| -------------- | -------- | ------------ |
| Celtic Glasgow | 0:2      | Ross County  |
| Dundee United  | 2:0      | Raith Rovers |

## Finale
| Dundee United                                                  | Dundee United | Ross County | Ross County |
| -------------------------------------------------------------- | --- | --- | ----------- |
| Dundee United                                                  | \| 15. Mai 2010 um 15:00 Uhr (Ortszeit) in Glasgow (Hampden Park) \| \| Ergebnis: 3:0 (0:0) \| \| Zuschauer: 47.122 \| \| Schiedsrichter: Douglas McDonald \| \| Spielbericht \|                                                                             | \| 15. Mai 2010 um 15:00 Uhr (Ortszeit) in Glasgow (Hampden Park) \| \| Ergebnis: 3:0 (0:0) \| \| Zuschauer: 47.122 \| \| Schiedsrichter: Douglas McDonald \| \| Spielbericht \|                                                                         | Ross County |
| Dundee United                                                  | Dušan Perniš – Sean Dillon, Andy Webster, Garry Kenneth, Mihael Kovačević (83. Keith Watson) – Craig Conway, Danny Swanson (74. Scott Robertson), Prince Buaben, Morgaro Gomis – Jon Daly, David Goodwillie (78. David Robertson) Cheftrainer: Peter Houston | Michael McGovern – Gary Miller, Scott Boyd, Alex Keddie, Scott Morrison – Michael Gardyne (77. Paul di Giacomo), Jimmy Scott (79. Garry Wood), Richard Brittain, Iain Vigurs – Andrew Barrowman. Steven Craig (52. Paul Lawson) Cheftrainer: Derek Adams | Ross County |
| Dundee United                                                  | 1:0 David Goodwillie (61.) 2:0 Craig Conway (75.) 3:0 Craig Conway (86.) | | Ross County |
| Dundee United                                                  | Morgaro Gomis, David Goodwillie | Gary Miller, Garry Wood | Ross County |
| 15. Mai 2010 um 15:00 Uhr (Ortszeit) in Glasgow (Hampden Park) | | |             |
| Ergebnis: 3:0 (0:0)                                            | | |             |
| Zuschauer: 47.122                                              | | |             |
| Schiedsrichter: Douglas McDonald                               | | |             |
| Spielbericht                                                   | | |             |